# Антоан-Анри Жомини
Антоан-Анри Жомини (на френски: Antoine-Henri Jomini) е швейцарски офицер (майор), служил едновременно и поотделно във въоръжените сили на Франция (бригаден генерал) и Русия (генерал от пехотата).
Той е сред известните военни теоретици и историци на 19 век, той е определян от някои автори като „основоположник на съвременната стратегия“.

## Биография
Жомини е роден на 6 март 1779 година в Пайерн в швейцарския кантон Во. Работи като банков чиновник в Базел и Париж, след създаването на Хелветската република постъпва в нейното военно министерство и достига до звание майор. През 1801 година се връща в Париж и пише трактат по военна теория, като привлича вниманието на маршал Мишел Ней, който го взима под свое покровителство.
Като адютант на маршал Ней Жомини участва в битките при Аустерлиц, Улм, Йена и Айлау, а в края на 1805 година става полковник от френската армия. През 1807 година оглавява щаба на маршал Ней и получава благородническата титла барон, а през следващата година участва във войната в Испания и е повишен в бригаден генерал, но влиза в конфликт с маршала и изпада в немилост. Получава предложения да премине на руска служба, но остава във Франция, като със съгласието на френския и руския император заема офицерска длъжност и в двете армии. По тази причина по време на похода в Русия през 1812 година остава на тилова служба.
Върнал се в щаба на маршал Ней, Жомини участва в битките при Люцен и Бауцен, но влиза в остър конфликт с началника Луи Бертие на щаба на император Наполеон I, след което заминава за Русия. Повишен в генерал-лейтенант и назначен за адютант на император Александър I, той участва в руското настъпление в Европа, но не и в кампаниите в Швейцария и Франция.
След края на Наполеоновите войни Антоан-Анри Жомини е повишен в генерал от пехотата и е ангажиран с подготовката за създаване на Императорската военна академия в Санкт Петербург. През 1828 година участва в обсадата на Варна по време на Руско-турската война от 1828 – 1829 година.
През 1829 г. Жомини излиза в пенсия и се установява в Брюксел, където се занимава с научна работа в областта на военната теория и история. По време на Кримската война (1853 – 1856) година отново е в Русия като съветник на император Николай I. През 1859 г. се премества от Брюксел в Париж, където прекарва остатъка от живота си.
Антоан-Анри Жомини умира на 24 март 1869 г. в Паси, днес част от Париж.